# Rockabilly
Rockabilly je eden najstarejših stilov v rock'n'roll glasbi in sega v petdeseta leta. Značilna je polakustična kitara, kontrabas, image pa je sestavljen iz visokih, nazaj počesanih frizur in usnjenih jaken (Teddy Boy stil). Eden začetnikov je Elvis Presley iz svojega zgodnjega obdobja (pred odhodom v vojsko). 

## Izvajalci
- Matchbox
- Stray Cats
- Shakin' Stevens
- Dave Edmunds
- Rockpile

This artists from above ain't truth rockabilly musician..., maybe neo- rockabilly from 80's, which is totally different sound of music... 
Here is couple truthfull rockabilly artists from 50's: 
Warren Smith,
Charlie Feathers, 
Johnny Cash, 
Al Ferrier, 
Eddie Bond, 
Carl Perkins, 
... 